# Kelsey Grammer
Allen Kelsey Grammer (Saint Thomas, Ilhas Virgens Americanas, 21 de fevereiro de 1955) é um ator, diretor e roteirista estadunidense, conhecido principalmente por interpretar durante vinte anos um mesmo papel: do "Doutor Frasier Crane" em duas famosas comédias: Cheers e Frasier.

## Biografia
Kelsey Grammer interpretou durante vinte anos de sua carreira um mesmo personagem, o "Dr. Frasier Crane". Ele apareceu pela primeira vez na série Cheers, em 1984. Com o fim do programa, ganhou seu próprio seriado, em 1993, chamado Frasier. Nele aparecem os parentes do psiquiatra, que volta para sua cidade natal, Seattle, para começar uma nova vida após se separar.
Grammer ganhou e foi indicado diversas vezes para o Emmy pelo papel de Frasier nas duas séries. É o único ator a ser indicado ao Emmy pelo mesmo papel em três séries diferentes. Como Frasier, recebeu duas indicações como melhor ator coadjuvante, por Cheers; uma como melhor participação especial, por Wings; e dez como melhor ator, por Frasier.
Participou da dublagem de vários desenhos animados, entre os de maior destaque, estão Os Simpsons, como o inimigo número 1 de Bart, Sideshow Bob (este personagem é fixo e aparece ocasionalmente); e uma participação em South Park.
Atuou em um episódio da quinta temporada de Star Trek: The Next Generation, interpretando o capitão Morgan Bateson.
Atuou no filme X-Men 3, interpretando o personagem "Fera".
Esteve casado com Leigh-Anne Csuhany e com a atriz Doreen Alderman com a que tem um filha. Está casado com a atriz Camille Grammer que trabalhou também em Frasier e com quem compartilha dois filhos.

## Filmografia
- Kennedy (1983), como Stephen Smith
- Cheers (1984–1993) (TV series), coo Frasier Crane
- The Simpsons (1989–presente), como a voz de Sideshow Bob
- Girlfriends (2000–2008) (série), produtor-executivo
- The Game (2006–presente), produtor-executivo
- Frasier (1993–2004), como Frasier Crane
- Down Periscope (1996), como comandante Tom Dodge
- Star Trek: The Next Generation – ep. "Cause and Effect" (1992), como capitão Morgan Bateson
- Anastasia (1997), como Vladimir (voz)
- The Pentagon Wars (1998) (filme para a televisão – HBO), como major-general Partridge
- Animal Farm (1999), como Snowball (voz)
- Toy Story 2 (1999), como Stinky Pete (voz)
- 15 Minutes (2001), como Michael Hawkins
- Benedict Arnold: A Question of Honor (2003) (TV), como George Washington
- Mr. St. Nick (2002) (TV), como Nick St. Nicholas (herdeiro do Papai Noel)
- The Big Empty (2003), como o agente Banks
- Gary the Rat (2003) (TV series), como Gary 'The Rat' Andrews (voz)
- Teacher's Pet (2004), como dr. Ivan Krank (voz)
- A Christmas Carol (2004), como Ebenezer Scrooge
- Kelsey Grammer Presents: The Sketch Show (2005), como diversos personagens
- The Good Humor Man (2005), como sr. Skibness
- Even Money (2006), como detetive Brunner
- Medium (2006), como Anjo da Morte
- X-Men: The Last Stand (2006), como Dr. Hank McCoy / The Beast
- Significant Others (2006), como Francis
- Back to You (2007–2008), como Chuck Darling
- Swing Vote (2008), como presidente Andrew Boone
- An American Carol (2008), como general George S. Patton
- Crazy on the Outside (2009), como TBA
- Middle Men (2009), como Frank Griffin
- Boss (2011–2012), como Tom Kane
- Transformers: Age of Extinction (2014), como Harold Attinger
- X-Men: Dias de um Futuro Esquecido (2014), Dr. Hank McCoy / The Beast - (Participação Especial)
- Like Father (2018), como Harry Hamilton
- Grand Isle (filme) (2019), como detetive Jones[2]
- Money Plane (2020)
- The Space Between (2021)
- The God Committee (2021)
- Trollhunters: Rise of the Titans (2021)
- Charming the Hearts of Men (2021)
- Father Christmas Is Back (2021)
- High Expectations (2022)
- Jesus Revolution (2023)
- As Marvels (2023)
- Avengers: Doomsday (2026)[3]